# Donald Duck Mini Pocket 6
Donald Duck Mini Pocket 1 is het eerste deel van de serie Donald Duck Mini Pocket en is een uitgave van Sanoma Uitgevers. Het bevat 302 pagina's met 11 stripverhalen van gemiddeld 27 pagina's en werd in april 2008 uitgebracht. Het scenario is geschreven door de Walt Disney Company, evenals de tekeningen. Kwik, Kwek en Kwak hebben de hoofdrol in negen van de elf verhalen.

## Lijst van stripverhalen
| Nr. | Verhaal                         | Hoofdpersonage     |
| --- | ------------------------------- | ------------------ |
| 1   | Een nieuwe baan voor oom Donald | Kwik, Kwek en Kwak |
| 2   | De survival-cursus              | Donald Duck        |
| 3   | Willie Wortels jeugdjaren       | Kwik, Kwek en Kwak |
| 4   | De grote wedloop                | Jonge Woudlopers   |
| 5   | De vreemde verdwijning          | Kwik, Kwek en Kwak |
| 6   | Een supereffectieve dame        | Kwik, Kwek en Kwak |
| 7   | De magische kaars               | Kwik, Kwek en Kwak |
| 8   | Dure limonade                   | Kwik, Kwek en Kwak |
| 9   | Een vriend van vroeger          | Donald Duck        |
| 10  | De handtekeningenjager          | Kwik, Kwek en Kwak |
| 11  | De ivoren schat                 | Kwik, Kwek en Kwak |

Deel 1 · Deel 2 · Deel 3 · Deel 4 · Deel 5 · Deel 6 · Deel 7 · Deel 8 · Deel 9 · Deel 10 · Deel 11